# Carlos Peña (beisbolista)
Carlos Felipe Peña (nacido el 17 de mayo de 1978 en Santo Domingo) es un ex primera base dominicano de Grandes Ligas retirado. Jugó con los Rangers de Texas, Atléticos de Oakland, Tigres de Detroit, Medias Rojas de Boston, Rays de Tampa Bay, Chicago Cubs y Tampa Bay Rays.
Aunque nació en Santo Domingo y su familia es de San Francisco de Macorís, pasó una parte importante de su adolescencia en los Estados Unidos, específicamente en Massachusetts, Massachusetts. Peña es personificado por el actor Adrián Bellani en la película Moneyball.

## Primeros años
Peña es el mayor de los cuatro hijos de Felipe y Juana Peña. La familia se mudó a los Estados Unidos desde la República Dominicana cuando Peña tenía 12, inicialmente viviendo con uno de sus tíos.
Se graduó de la Haverhill High School en Haverhill, Massachusetts en 1995. Al principio fue a la Universidad Estatal Wright en Dayton, Ohio, pero regresó a su hogar después de un cuatrimestre y en su lugar fue a la Universidad Northeastern, donde estudió ingeniería eléctrica. Como jugador colegial, compitió en la Cape Cod Baseball League, presentando la liga entre los mejores amateurs prospectos todos los veranos. Fue miembro del equipo colegial, Wareham Gatemen en 1997. Durante su estancia en la Universidad Northeastern, Peña llevó a los Northeastern Huskies un torneo de la NCAA. El promedio de bateo de Peña con los Northeastern Huskies fue de .324 y terminó con 24 jonrones en dos temporadas.

## Carrera

### Texas Rangers
En 1998, Peña fue seleccionado en la primera ronda del draft de amateur como la décima selección de los Rangers de Texas en el Draft de la Liga Mayor de Béisbol.
Peña comenzó su carrera profesional en 1998, jugando para tres afiliadas diferentes de los Rangers. Antes de la temporada de 1999, Peña fue nombrado por Baseball America como el prospecto número 93 de su lista de las 100 prospectos. En 1999, Peña jugó para los Charlotte Rangers, el equipo Single-A Avanzado de los Rangers. Bateó para .255 con 18 jonrones en 138 juegos.
Peña fue promovido al equipo de Doble-A, Tulsa Drillers en el año 2000. Puso un fuerte desempeño en sus 138 partidos jugados, bateando .299 con 28 jonrones y 105 carreras impulsadas.
Peña apareció en la lista de los 100 prospectos de la revista Baseball America en 2001, esta vez apareció en el número 11 y fue además el primer prospectos de los Rangers. Avanzó un nivel más en 2001, esta vez jugando para los Redhawks de Oklahoma, los afiliados Triple-A de los Rangers. Jugó en 119 partidos para los Redhawks en los que bateó para .288 con 23 jonrones y 74 carreras impulsadas. Peña también fue un All-Star de Triple-A en 2001.
Después de la temporada 2001 en las ligas menores, los Rangers lo llamaron a las Grandes Ligas en septiembre de 2001. Peña hizo su debut en Grandes Ligas el 5 de septiembre, como titular en la primera base y se fue de 3-0. Peña terminó la temporada 2001 con un promedio de bateo de .258 y tres jonrones en 22 partidos jugados.

### Oakland Athletics
El 14 de enero de 2002, Peña fue cambiado junto con Mike Venafro a los Atléticos de Oakland por Jason Hart, Gerald Laird, Ryan Ludwick, y Mario Ramos.

### Detroit Tigers
Durante la temporada de Peña con los Sacramento River Cats, bateó .438 con 2 jonrones y 6 carreras impulsadas del 2 al 5 de julio. Después de esta pequeña racha, Peña estuvo involucrado en un acuerdo de tres equipos el 6 de julio de 2002. Los Atléticos enviaron a Peña, un jugador a ser nombrado más tarde (Jeremy Bonderman) y Franklyn Germán a los Tigres de Detroit.
Los Tigres lo habían adquirido debido a una lesión de final de temporada sufrida por su bateador designado Dmitri Young y el primera base al mismo tiempo del intercambio.
Peña hizo su debut con los Tigres al día siguiente, el 7 de julio, contra los Medias Rojas de Boston. Se fue de 3-4 con dos dobles y remolcó dos carreras. Jugó en 75 partidos para los Tigres en 2002 y bateó .253 con 12 jonrones y 36 impulsadas. En general, bateó .242 con 19 jonrones y 52 carreras impulsadas en 115 partidos. Su temporada 2002 incluye una racha de bateo de 12 partidos del 8 al 21 de septiembre, empatando con su compañero de equipo Omar Infante con la racha de bateo más larga para un novato de la Liga Americana en 2002.
Peña jugó su primera temporada completa en 2003 como primera base regular de los Tigres. El 19 de mayo, contra los Indios de Cleveland, estableció marcas en su carrera con tres jonrones y siete carreras impulsadas. Se perdió casi un mes en junio, por una distensión en la pantorrilla izquierda. Jugó en 131 partidos con los Tigres en 2003 y bateó .248 con 18 jonrones y 59 carreras impulsadas.
En 2004, Peña estableció marcas personales en partidos jugados (142), turnos al bate (481), hits (116), dobles (22), jonrones (27), carreras anotadas (89), carreras impulsadas (82), bases totales ( 227), bases robadas (7), bases por bolas (70) y ponches (146). También bateó para .241 en 2004.
El 27 de mayo de 2004, contra los Reales de Kansas City, Peña empató con un récord en un juego de nueve inning donde bateó seis hits estableciendo un récord personal dentro del equipo de los Tigres. Se convirtió en el quinto jugador en la historia de la franquicia en hacerlo y el primero desde que Damion Easley lo hizo el 8 de agosto de 2001, contra los Rangers de Texas. Bateó en el octavo lugar en el orden de bateo y sus seis imparables fueron la mayor cantidad para un octavo bate desde que Wilbert Robinson de los Orioles de Baltimore registró siete hits el 10 de junio de 1892 contra San Luis.
Peña comenzó la temporada de 2005 como titular en la primera base de los Tigres de nuevo. Después de jugar en 40 partidos en los que bateó para .181 con tres jonrones y 14 impulsadas, Peña fue degradado al equipo Triple-A, Toledo Mud Hens. Jugó en 71 partidos con los Mud Hens y bateó .311 con 12 jonrones y 71 impulsadas. Después de una lesión sufrida por el campocorto Carlos Guillén, Peña fue llamado nuevamente el 17 de agosto. Después de su regreso, puso numeritos de poder, llegando a 15 jonrones en 38 partidos. En total, jugó en 79 partidos para los Tigres en 2005, y bateó .235 con 18 jonrones y 44 empujadas.
En los entrenamiento de primavera en 2006, Peña bateó apenas .160 con un jonrón y remolcó cuatro en 17 partidos para los Tigres. Su bajo rendimiento llevó a los Tigres a ponerlo en libertad el 26 de marzo de 2006.
Mientras que con los Tigres, Peña bateó el jonrón más largo de su casa en el Comerica Park entre las gradas del jardín derecho y el central, la pelota tomó un rebote y salió del estadio. El jonrón fue bateado hacia la parte más profunda del estadio.

### New York Yankees
Peña firmó un contrato de ligas menores con los Yanquis de Nueva York el 15 de abril de 2006. Jugó en el Nivel Triple-A para los Clippers de Columbus. Jugando en 105 partidos, bateó para .260 con 19 jonrones y 66 carreras impulsadas. En agosto, Peña ejerció una cláusula en su contrato y se convirtió en agente libre.

### Boston Red Sox
Al día siguiente, el 17 de agosto de 2006, Peña firmó un contrato de ligas menores con los Medias Rojas de Boston y fue asignado al equipo de Triple-A, Pawtucket Red Sox. Con los Pawtucket Red Sox, Peña jugó en 11 partidos y bateó para .459 con 4 jonrones y 8 carreras impulsadas. Su contrato fue comprado el 28 de agosto de 2006. El 4 de septiembre de 2006, Peña bateó su único jonrón de la temporada 2006. Fue un reemplazo defensivo, y cuando llegó a batear en la parte baja de la novena entrada, conectó un walk-off home run contra el lanzador Brandon McCarthy, de los Medias Blancas de Chicago.
Peña terminó jugando en 18 partidos para los Medias Rojas en 2006. Bateó para .273 con un jonrón y tres empujadas. Después de la temporada, optó por la agencia libre.

### Tampa Bay Rays

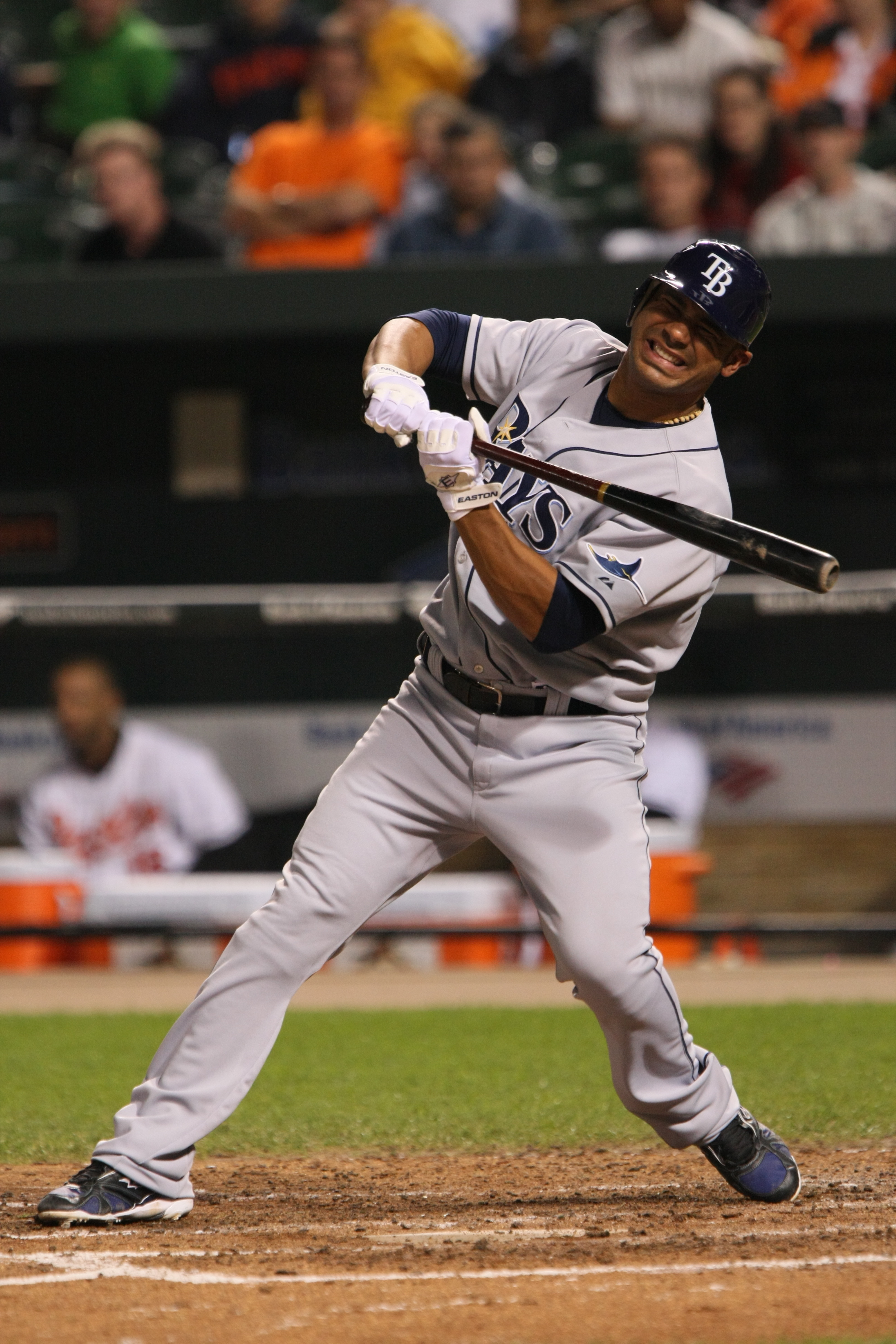
Peña bateando para Tampa Bay

Peña firmó un contrato de ligas menores con las Mantarrayas de Tampa Bay el 1 de febrero de 2007, con una invitación a los entrenamientos de primavera. Los Rays reasignaron a Peña a un equipo de ligas menores. Con una lesión en la rodilla de Greg Norton en el último día de entrenamientos de primavera, los Rays lo volvieron a firmar, esta vez con un contrato de Grandes Ligas el 1 de abril.
Peña estuvo en el roster activo de los Rays durante toda la temporada 2007. Tuvo un comienzo lento, bateando apenas .213 con cuatro jonrones en el mes de abril como jugador de reserva. Peña se puso caliente en mayo, bateando .356 con seis jonrones y 15 carreras impulsadas como un jugador regular y los Rays lo colocaron como primera base titular para el resto de la temporada. Tuvo cuatro juegos de multi-jonrón del 26 de agosto al 22 de septiembre.
Peña llegaría a tener la mejor temporada de su carrera en 2007 y estableció numerosas marcas personales. Terminó la temporada con un promedio de bateo de .282, 46 jonrones y 121 impulsadas. Su promedio de bateo, jonrones, y carreras impulsadas fueron récords personales en su carrera, así como partidos jugados (148), turnos al bate (490), carreras anotadas (99), dobles (29), bases totales (307), porcentaje de embasarse ( 0.411), porcentaje de slugging (.627), bases por bolas (103) y ponches (142). Fue segundo en la Liga Americana en jonrones después de Alex Rodríguez (54). Sus jonrones, impulsadas, porcentaje de slugging, porcentaje de embasarse y bases totales también establecieron récords en la franquicia de los Rays. En 2007, tuvo el factor de rango más bajo entre todos los primeras base de la Liga Americana, 8.73. Aunque su equipo no avanzó a los playoffs, la temporada de Peña lo llevó a ser nombrado el Comeback Player of the Year de la Liga Americana y fue considerado como candidato al Jugador Más Valioso de la Liga Americana. También fue seleccionado como el Player's Choice AL Comeback Player of the Year por los demás jugadores. Con este premio, se le permitió donar 20,000 dólares a la juventud dominicana que está por debajo de la línea de pobreza.
En 2008, Peña tuvo promedio de bateo de .227 y 11 jonrones en 207 turnos al bate hasta el 4 de junio de 2008. Un día después de irse de 3-2 con un jonrón y tres carreras impulsadas contra los Medias Rojas de Boston, Peña fue colocado en la lista de lesionados de quince días el 4 de junio de 2008 debido a un dedo roto. Volvió a la acción desde la lista de lesionados el 27 de junio, y terminó la temporada con un promedio de bateo de .247, 31 jonrones y 102 carreras impulsadas. Peña conectó un jonrón por cada 15.8 turnos al bate, la proporción más alta de los Rays. Después de que la temporada 2008 terminara, fue galardonado con su primer (y también el primero para un jugador de Tampa Bay Rays) Guante de Oro de la Liga Americana.

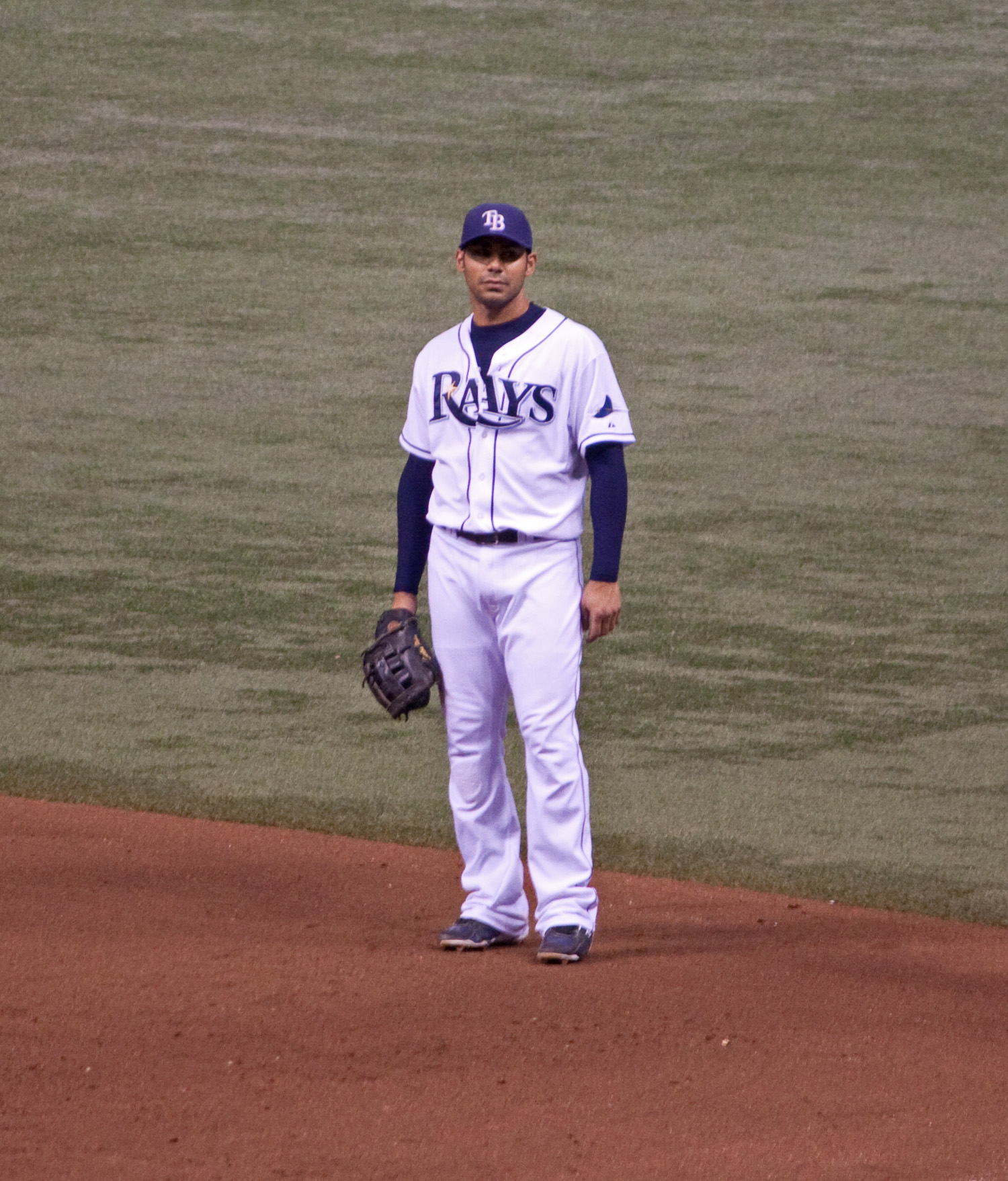
Peña durante un partido contra los Azulejos de Toronto en el Tropicana Field en 2010.

Peña fue elegido para el Juego de Estrellas 2009, en sustitución de Dustin Pedroia y participó en el Derby de Jonrones de 2009 en el que perdió en un batoff contra el dominicano Albert Pujols en la primera ronda. El 7 de septiembre de 2009, Peña se fracturó dos dedos después de ser golpeado por un lanzamiento, quedándose fuera por el resto de la temporada 2009. A pesar de perderse las últimas semanas de la temporada, aun así terminó empatado en el liderato de jonrones en la Liga Americana con 39, compartiendo el puesto con Mark Teixeira de los Yankees de Nueva York. El contrato de tres años de Peña con los Rays, que según el diario St. Petersburg Times tenía un valor de $24.125 millones de dólares, expiró a finales de la temporada 2010.
En el año 2010 con los Rays, bateó 28 jonrones remolcó 84 carreras y terminó la temporada con un promedio de bateo de .196 (por debajo de la línea de Mendoza), el promedio más bajo de cualquier persona en las Grandes Ligas que clasificara para el título de bateo. También comenzó 135 partidos en la primera base como titular de los Rays y jugó en 144 partidos.
En la Serie Divisional de la Liga Americana contra Texas, Peña consiguió su primer triple del año contra el abridor de los Rangers Tommy Hunter en el Juego 4 el 10 de octubre, ayudando a los Rays a empatar la serie de playoffs en dos partidos cada uno. El día anterior, se había ido de 3-2 con un jonrón. Los Rays perdieron la serie por 3-2.

### Chicago Cubs
El 8 de diciembre de 2010, Peña firmó un contrato por un año con los Cachorros de Chicago por valor de $10 millones de dólares. Recibiría $5 millones en 2011, y $5 millones en enero de 2012.

### De nuevo con Tampa Bay Rays
El 20 de enero de 2012, Peña accedió a unirse a los Rays por segunda vez, firmando un contrato por 1 año y $7.25 millones de dólares. Peña fue presentado cuatro días más tarde el 24 de enero después de pasar un examen físico. Regresó a su número de uniforme #23 que tenía en su anterior militancia con Tampa.

### Houston Astros
El 17 de diciembre de 2012, Peña firmó un contrato de un año con los Astros de Houston, por valor de $2.9 millones, con otros $1.4 millones en incentivos. Se espera que sirva como bateador designado del equipo en su temporada inaugural de la Liga Americana.

### Segunda oportunidad con los Rangers
El 17 de junio de 2014, Peña firma con las ligas menores de los Texas Rangers.Él es llamado de nuevo al equipo grande de Texas en junio 24 . 

## Vida personal
Peña tiene un hijo llamado Carlos Roberto Peña Jr.
A raíz del terremoto de Haití de 2010, Peña donó alimentos y suministros médicos a las víctimas e hizo apariciones de recaudación de fondos, que describió como "la gente se une por una buena causa, la gente muestra su buen corazón". Peña es también un portavoz de la organización sin fines de lucro Big Brothers Big Sisters of America y, en 2008, fue nominado para el Premio Roberto Clemente.